# قلعه کووانا
قلعه کووانا (به ژاپنی: 桑名城 Kuwana-jō) یک قلعه ژاپنی است که در کووانا، میه در شمال استان میه در ژاپن قرار دارد. در اواخر دوره ادو این قلعه مسکن یک شاخه از خاندان ماتسودایرا بود.